# 태원여객
태원여객(泰元旅客)은 2024년 12월 31일까지 존속한 전라남도 목포시에 위치한 시내버스 업체이고, 본사는 전라남도 목포시 영산로 600 (석현동)에 위치해 있다.

## 개요
- 일부 노선 중 신안여객과 계열사인 무안교통과 공동배차 하는 노선이 있다.
- 주로 삼학도 배차소(산정동), 석현동 공단 을 기종점을 두고 있다.
- 무안교통과 계열사 관계이고, 유진운수는 같은회사이다.
- 폐지당시 유진운수 소속차량 포함 총 170 여대의 버스를 보유하고 있었다.

## 과거 운행 노선

### 간선버스
- 1번: 석현동 ~ 남악풍경채 (9분배차)
- 2번: 석현동 ~ 여객선터미널(일신아파트 경유) (16분배차)
- 9번: 삼학도 ~ 전라남도교육청 (무안군) (32분배차)
- 13번: 죽교동주민센터 ~ 석현동 (12분배차)

### 순환버스
- 3번: 삼학도 ~ 삼학도(용해2단지 경유) (20분배차)
- 7번: 삼학도 ~ 삼학도(연산주공 경유) (15분배차)
- 15번: 석현동 ~ 석현동(목포역 경유) (30분배차)

### 지선버스
- 6번: 석현동 ~ 죽교동주민센터(동부시장 경유) (33분배차)
- 10번: 석현동 ~ 보건소사거리 (25분배차)
- 20번: 석현동 ~ 대성고등학교 (25분배차)
- 60번: 삼학도 ~ 삼향읍 남악주공아파트 (무안군) (25분배차)
- 112번: 석현동 ~ 동명동농협 (30분배차)

### 지선버스외곽연계
- 108번: 삼학도 ~ 일로읍사무소 (27분배차)
- 130번: 해양대후문 ~ 송공항 (신안여객과 공동배차) (45분배차)

### 좌석버스
- 200번: 삼학도 ~ 무안교통 차고지(무안교통과 공동배차) (12분배차)
- 300번: 삼학도 ~ 삼호읍 가내항사거리 (영암군) (30분배차)
- 500번: 삼학도 ~ 학산면 독천터미널 (영암군) (25분배차)
- 600번: 무안교통 차고지 ~ 북항 (무안교통과 공동배차) (40분배차)
- 700번: 무안교통 차고지 ~ 현대삼호3차아파트 (35분배차)
- 800번: 삼학도 ~ 일로읍사무소 (무안군) ~ 무안읍 용산마을 (무안군) (45분배차)
- 900번: 석현동 ~ 대불역 (영암군) ~ 농업박물관 (영암군) (30분배차)
- 1000번: 삼학도 ~ 무안국제공항 (무안군) (90분배차)

### 낭만버스
- 11번 : 석현동 ~ 목포추모공원 (배차간격 : 120분)
- 22번 : 삼학도 ~ 항구포차 ~ 목포역 ~ 항구포차 ~ 삼학도 (배차간격 : 60 ~ 30분 (오전 60분 . 오후 30분)
- 33번 : 석현동 ~ 고하케이블카승강장 (배차간격 : 180분)

## 역대 보유 차량
- 현대 그린시티
- 현대 뉴 슈퍼 에어로시티
- 현대 저상 뉴 슈퍼 에어로시티